# 음력 9월 21일
음력 9월 21일은 음력 9월의 21번째 날이다.

## 사건
- 668년 - 고구려 멸망.

## 사망
- 2021년 - 대한민국 제13대 대통령 노태우.

## 같이 보기
- 음력 360일: 1월 2월 3월 4월 5월 6월 7월 8월 9월 10월 11월 12월
- 전날:9월 20일 다음날:9월 22일 - 전달:8월 21일 다음달:10월 21일
- 양력:9월 21일
- 음력, 윤달